# Chaetocladium jonesii
Chaetocladium jonesii är en svampart som först beskrevs av Berk. & Broome, och fick sitt nu gällande namn av Johann Baptist Georg Wolfgang Fresenius 1863. Chaetocladium jonesii ingår i släktet Chaetocladium och familjen Mucoraceae.   Inga underarter finns listade i Catalogue of Life.